# Charles Gondouin
Pour les articles homonymes, voir Gondouin.
Charles Gondouin (Charles Numa Marius Adolphe Gondouin) est un joueur français de rugby à XV et de tir à la corde, né le 21 juillet 1875 à Paris 10e et décédé le 24 décembre 1947 à Paris 15e, ayant évolué au poste de demi d'ouverture ou de mêlée, en équipe de France et au Racing club de France.

## Biographie
Il fut également champion de France du saut de haies en 1900, médaille d’argent au tir à la corde par équipes aux Jeux olympiques d'été de 1900, ainsi qu'un excellent joueur de golf, toujours licencié au Racing (et écrivit ainsi la partie consacrée à ce sport dans l'ouvrage Les sports modernes illustrés de P. Moreau et G. Voulquin, publié en 1905,.. ainsi qu'avec Jordan le livre Le football : rugby, américain, association en 1910 - préfacé par Louis Dedet-). Il fut également journaliste, suivant l'actualité pour l'hebdomadaire "Match L'intran" notamment dans les années 1920 et 1930.
En 1914, il arbitra également la dernière finale de championnat d'avant-guerre. 1919 voit sa nomination comme Président du Comité de la ville de Paris, ainsi qu'une nouvelle finale d'importance arbitrée par ses soins, celle des Jeux Interalliés entre la France et l'Amérique.
Il meurt le 24 décembre 1947 et est enterré au cimetière du Père-Lachaise (6e division).

## Palmarès

### Rugby
- Champion olympique de rugby en 1900 (demi de mêlée)
- Champion de France en 1900 et 1902

### Tir à la corde
- Vice-champion olympique de tir à la corde par équipe, avec la sélection française en 1900

## Publications
- Le football, avec Jordan, éd. Pierre Lafitte et Cie, septembre 1912.